# 批量重命名
批量重命名是一种批处理任务形式，可以在短時間內重命名多个计算机文件和文件夹，它可以节省时间并减少工作量。人們只需某种软件就能批量重命名。